# HDMI

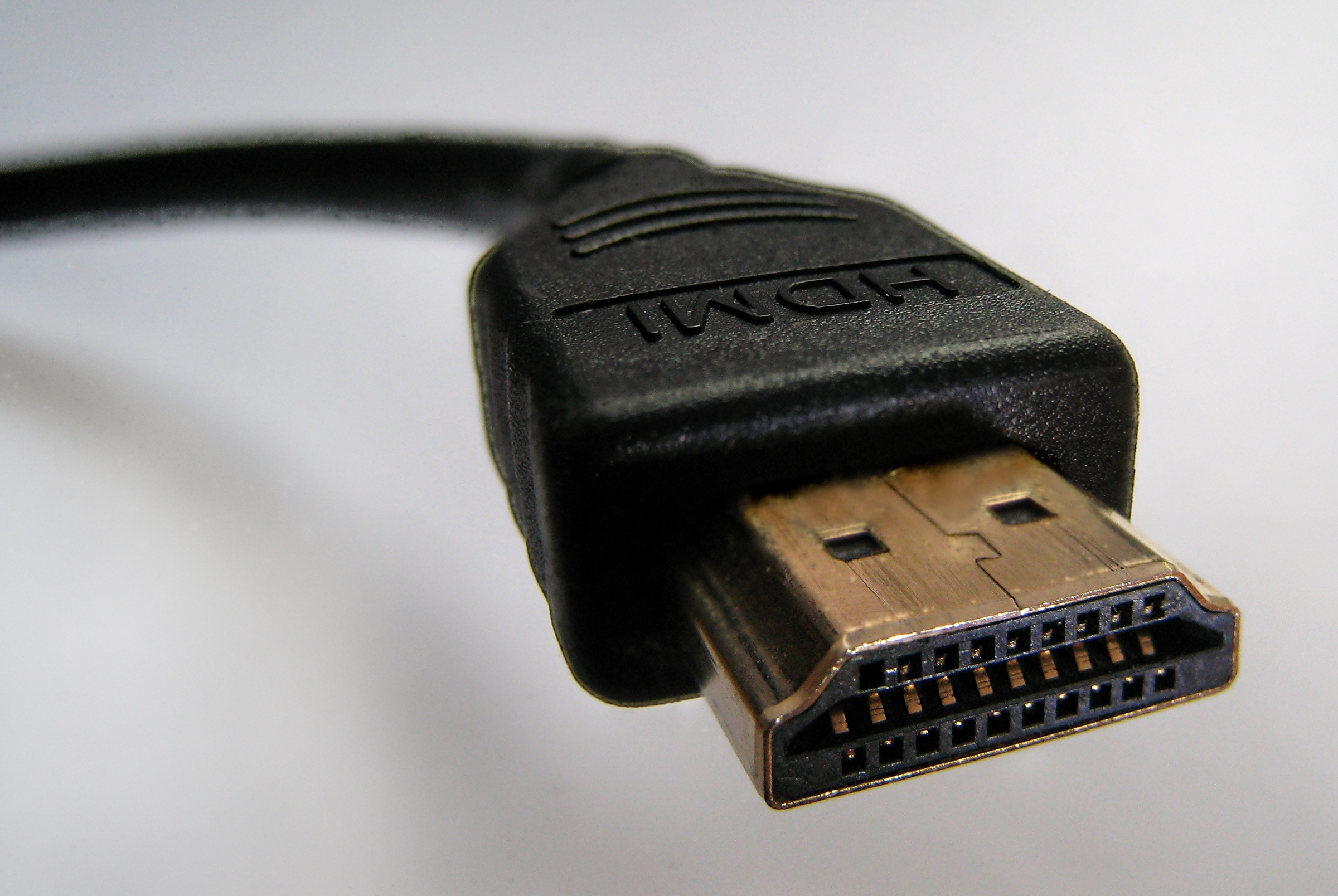
HDMIケーブル (Type A)

HDMI（エイチディーエムアイ、英: High-Definition Multimedia Interface; 高精細度マルチメディアインターフェース）は、主にテレビとハードディスクレコーダー、ゲーム機、コンピュータなどの間を接続する際に用いられる、映像や音声などを1本のケーブルにまとめて送れる通信規格の一種。映像や音声などをデジタル信号で伝送する。

## 概要
HDMIは、Silicon Image、ソニー、東芝、テクニカラー、パナソニック、日立製作所、フィリップスの7社が共同で策定したデジタル家電向けのインタフェースである。
PCとディスプレイの接続標準規格であるDVIを基に、音声伝送、著作権保護（デジタルコンテンツ等の不正コピー防止）、色差伝送などAV家電が必要とする機能を追加した規格である。
2002年12月にHDMI 1.0の仕様が策定された。
物理層はTMDS (Transition Minimized Differential Signaling)、信号の暗号化はHDCP (High-bandwidth Digital Content Protection)、機器間認証はEDID (Extended display identification data)、系全体の制御系接続はCEC (Consumer Electronics Control) が採用されている。ただし、HDCPは出力される映像にディスプレイ側で解読が可能なスクランブルのみを掛ける処理であり、特定条件下に満たさない場合はHDCP出力が必須ではなくなる。互換性問題が発生したDVIの反省を生かし、自社製品を「HDMI規格準拠」と謳う場合は接続確認テストに合格しなければならない。

### コネクタ

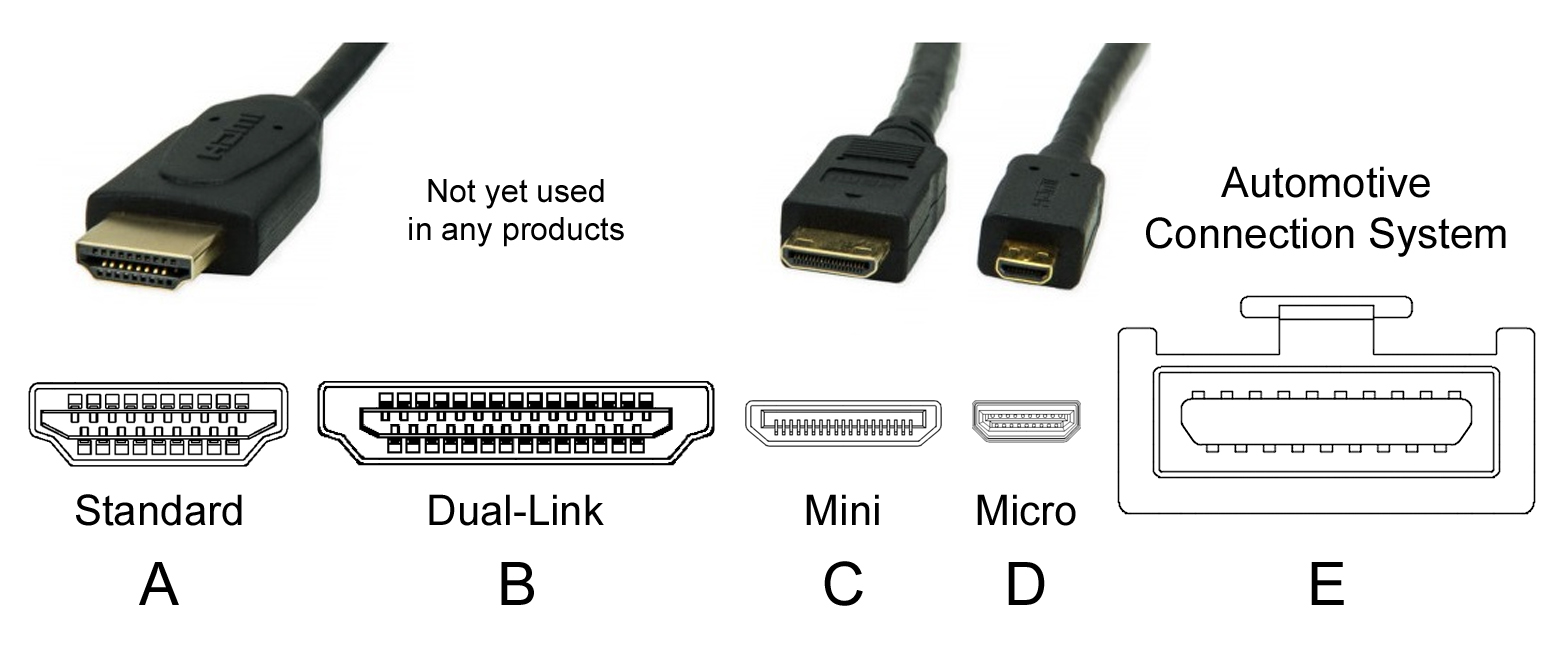
HDMIコネクタの一覧

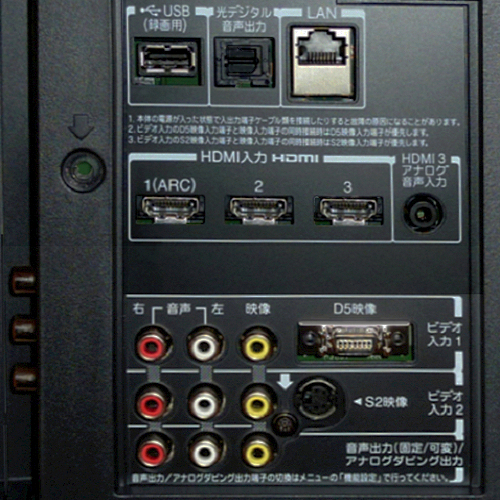
HDMI(ARC)端子を装備した薄型テレビ（2010年）

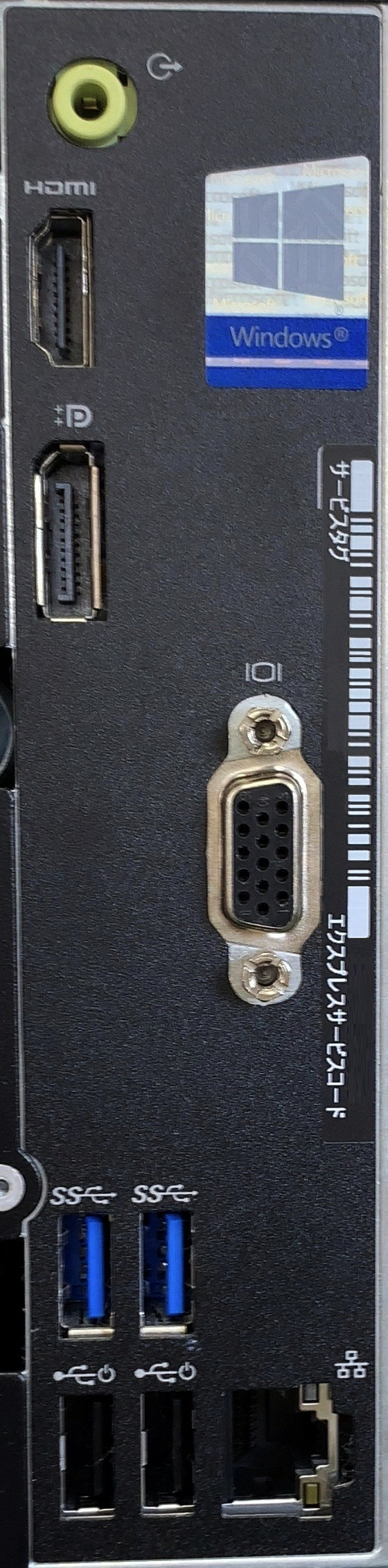
HDMI端子を装備したPCのバックパネルの一例

コネクターには以下の5種類がある。
タイプA
標準タイプ。19ピン。
タイプB
29ピンのコネクタで、デュアルリンクにより1080pを超える解像度をサポート。形状はタイプAを横に広げたもの。HDMI 1.3以降では帯域幅の拡大でシングルリンクのままでも高解像度などの伝送が可能になったため、タイプBコネクタは使われていない。
タイプC
ミニHDMI端子、19ピン。タイプAと比べてより小型。ビデオカメラなどに採用。
タイプD
マイクロHDMI端子、19ピン。携帯電話、デジタルカメラなどに採用。
タイプE
自動車用HDMI端子、19ピン。車内部の映像用配線に使用。

### ケーブル
ケーブルには以下の種類がある。
スタンダード
720p・1080i映像に対応。HDMI Ethernetはオプション。
ハイスピード
1080p映像、8bit超の色深度、ARC、HDMI Ethernetに対応。HDMI 1.3程度のスペック。
プレミアムハイスピード
4K/60p映像、HDR信号、HLG (Hybrid Log Gamma)、24bit超の色深度、拡張CEC、32チャンネルオーディオに対応
HDMI 2.0b に適合
ウルトラハイスピード
4K/120p・8K/60p映像、DynamicHDR、eARC、VRR、ALLMに対応
HDMI 2.1 に適合

## 長所と短所

### 長所
- 映像・音声・制御信号の伝送を1本のケーブルで実現しており、AV機器の配線を簡略化できる。
- 完全なデジタル伝送であるため、DA/AD変換回路が不要で、データ誤りが発生しない限り理論上は伝送過程で映像音声の情報が変化しない。
- 映像・音声を非圧縮でソース（プレーヤー等）からシンク（テレビ、プロジェクター等）へ伝送できる。
- PCMマルチチャンネル（最大8ch）伝送が可能で、S/PDIFなどでは伝送できないドルビーTrueHDやDTS-HDマスターオーディオなどの音声規格も伝送可能である。
  - S/PDIFはオプティカル・コアキシャルともLPCMで2chが最大、マルチチャンネルはAC-3/DTS/AAC等の圧縮音声で実現している
  - コンプライアンステストは必須機能のテストのみであるため、テストが義務づけられていないオプショナルな機能・解像度では問題が起こることもある。
- DVIに対し一部互換性を備えており、DVI-HDMIで相互出力が可能である。
  - DVI-HDMI間の変換コネクタも発売されている。
  - HDMIは音声用の信号線があるわけではなく、映像信号のブランキング期間に音声パケットが埋め込まれているため、DVIケーブル/コネクタを経由しても音声信号を伝送可能である。
  - DVIにのみ対応した電子的な中継器の場合はHDMIの信号を識別できず、音声だけでなく正常に伝送できない場合がある。
  - Xbox Oneは音声信号を遮断する代わりにDVI出力することが可能。
- 接続機器同士が互いに認識することができるインテリジェント機能を備えており、AV機器間の連携のための制御信号を送れる。
- 複数本のケーブルを同時使用し、上位規格の映像を伝送する設計も可能[7][8]。

### 短所
- ケーブルと機器の組み合わせにより不具合が報告されているが[9][10]、製品にバージョン表記することを公式に禁じているため[11]、機器を更新したためか、ケーブルのバージョンが違っているためか、中継器などの相性問題かなど多くの要素が絡むため原因究明が困難[9][12]。
  - HDMI 1.2以前のケーブルは電気的に1.3～1.4にも対応できてしまうことがあり、そのままのケーブルで機器をHDMI 2.0対応に更新し問題が発生する例が報告されている[12]。
  - HDMI 2.1からは規格の統合などにより消費者が判別しにくくなったことから、パッケージにバージョンと共に「4K対応」「3D対応」「8K@60Hz」など用途や機能の表記を推奨するようになった[13][14]。
  - HDMI 2.1からはケーブルに要求される品質が厳しくなったことで問題が顕在化したことから、2015年からケーブルの品質認証プログラム「HDMI Premium Certified」を開始した[10]。
- コネクタ、接続ケーブルの生産にも製品個々にライセンス料がかかる（＝製造コストが高い）。
- 新しいバージョンには後方互換性があるが、中継機器によって伝送できる信号に制約がかかる場合がある。
  - 例えば、3D対応テレビと3D対応BDプレーヤー/レコーダー、または4K対応テレビと4K対応BDプレーヤー/レコーダーをAVアンプを介して接続する場合、AVアンプが3D信号や4K信号などの転送に対応していないとパススルー対応でない限り3D信号や4K信号などを伝送できない。そのため、3D対応、または4K対応のプレーヤーには音声用と映像用の2系統出力に対応したものが存在する。
- 接続のトポロジーとして一つの表示機器を頂点とするツリーを前提としているため、コンポジット映像端子のようなモニタ出力端子などはなく、別途分配器等で2つ以上の表示機器を接続する場合も、動作に一部制限がかかる。
- HDMIのまま、長距離伝送を行うと映像の途切れや瞬きが発生するため、映像調整用イコライザを内蔵した長尺ケーブルが必要となる[14]。同軸やLAN、光などに変換する伝送機器も存在するが相性問題がある[9]。
- 確実性を考慮した放送規格ではないため、端子の挿抜数によって劣化やピン破損の可能性があり、耐久性を考慮されていないケーブル及びHDMI端子が一般的。
- 業界団体であるHDMI Forumはオープンソースコミュニティへの仕様開示に消極的であるため、オープンソースドライバでHDMIの各種機能に対応するのが困難である[15]。
- SACDやDVD-Audioの音源をARCなどを経由せずに直接ビットストリーム出力する場合、サウンドバー（英語版）やホームシアターではコピーガード信号まで入力してしまうため対応しない。
  - ホームシアターを構築する際にはARCに対応したAVアンプなどの導入が必要となる。
- ARCはドルビーデジタルプラス、ドルビーデジタル、DTS、DTS-ES Discrete/Matrix、DTS 96/24、MPEG2 AAC2ch/5.1ch、LPCM 2chの音源しか出力できない。
  - 出力にはeARC対応の機器とHDMI 2.1のケーブルが必要となる。
- インテリジェント機能の認証状態が切り替わる際に映像や音声が途切れることがある[16]。特にAVセレクターや音声のみを分離するAVアンプを接続した際問題が発生しやすい[16]。
- 2024年現在、HDMI Forum側がソースを開示していないため、AMDが提供するLinux向けオープンソースHDMIドライバでHDMI 2.1規格に対応することができない[17]。

## 歴代バージョン

### HDMI 1.0/1.1
HDMI 1.0
2002年12月にリリース。
- 最大4.9 Gbit/sのビットレート、シングルケーブルでデジタルオーディオ・デジタルビデオを接続。165 Mpixels/sビデオ（1080p 60HzまたはUXGA）と192kHz/24bit・8chオーディオまでをサポート

HDMI 1.1
2004年5月にリリース。
- DVD Audioのサポートを追加

### HDMI 1.2/1.2a
HDMI 1.2
2005年8月にリリース。
- スーパーオーディオCDで使用される1bitオーディオの8chまでのサポートを追加
- PCソースのHDMI Type Aコネクタが有効
- YCbCr CEカラー空間のオプションサポートを維持しつつ、PCソース固有のRGBカラー空間を使用する能力の追加
- HDMI 1.2と後継ディスプレイのために低電圧ソースのサポート

HDMI 1.2a
2005年12月にリリース。
- CEC (Consumer Electronics Control) の特徴やコマンドセット、CEC適合テストを完全に仕様書に記述

### HDMI 1.3
2006年1月5日から開催された「International CES 2006」にて帯域を2倍、色深度が24ビット（フルカラー、Full Color）を超える30、36、48ビット（ディープカラー、Deep Color）にも対応した次世代HDMIが発表された。初代HDMIと互換性を持ち、コネクタも同じものが使われるが転送方式を改めることにより2倍の情報を転送可能。さらに、二本のケーブルを経由してデバイス、アンプ、ディスプレイの順番で接続するタイプのHDMIアンプに対応。これにより、シングルリンクのままでより高画質、あるいはより高フレームレートの転送が可能になったため、デュアルリンク用のコネクタとして定義されていたHDMIタイプBコネクタの存在意義はなくなった。ほかに、音声関係ではリップシンク・ドルビーTrueHD・DTS-HDの対応が挙げられる。
2006年6月22日に完成し仕様書リリース。バージョン番号は2.0ではなく1.3となった。

### HDMI 1.4
2009年1月に米HDMI Licensing, LLCは、2009年前半にHDMIの次世代仕様を公開する予定と発表した。同年5月28日、次世代仕様のHDMI 1.4が発表された。HDMI 1.4では新たに3840×2160、4096×2160の解像度のサポート、Ethernetの伝送サポート、Type Cより小さなMicro HDMIコネクタ (TypeD) の追加、自動車用接続システムのコネクタ (TypeE) の規定などがなされた。USB Type-Cケーブル対応で、Nintendo Switchのドックで使用された。
また3D映像の伝送には1.4以上が必要である。
新しく対応した高解像度のフレームレートは以下の通り。
- 3840×2160 = 24 Hz, 25 Hz, 30 Hz
- 4096×2160 = 24 Hz

ケーブルにも仕様の追加がされた。
- 14ピンが規定され、Reserve（予約）からUtilityに変更。
- 新しいシールドツイストペア追加 (DDC/CEC Ground + HPD + Utility)。
- イーサネットチャンネルは、双方向伝達のために、新しい一対のシールドツイストペアを使用する。
- 全ての信号線にシールド。

### HDMI 2.0
HDMI Forumは2013年9月4日、帯域幅などを拡張した次期HDMI規格2.0を発表した。
HDMI 2.0 LEVEL Aでは帯域を18 Gbpsに拡大。これにより1080p/60の4倍の解像度となる4K@50/60 (2160p) に対応。アスペクト比21:9のフォーマットをサポートした。1,536 kHzのオーディオサンプル周波数、32オーディオチャンネル（4ストリームに分岐することを想定）、ダイナミック自動リップシンクやCECの拡張などを新たにサポート。HDMI 1.4と同じ帯域でもHDMI 2.0 LEVEL Bと名乗ることができ、この場合の色深度はYUV 4:2:0 8bitとなる。
従来のHDMIと互換性を維持しており、既存のカテゴリ2ケーブルやコネクタで対応可能。

### HDMI 2.1
HDMI Forumは2017年1月4日、HDMI 2.1を発表した。帯域幅は48 Gbpsまで拡張され、非圧縮で8K(YCbCr4:2:0)に対応する。さらに10K、5Kにも対応し、理論上は10K/120Hz出力が可能。

### HDMI 2.1a
2022年2月15日に発表。SBTM(HDRの自動調整にかかわる機能)の追加。

### HDMI 2.1b
2023年8月10日に発表。純粋なマイナーチェンジ。

### HDMI 2.2
HDMI Forumは2025年1月6日、HDMI 2.2を発表した。帯域幅は96 Gbpsまで拡張され、4K/480Hzや16Kに対応する（4K/240Hz,8K/60Hzまで非圧縮）。

### HDMI各バージョンの機能詳細
| Version | リリース日     | PIXEL CLOCK / 帯域幅 / 伝送速度 | 色空間                                                                                       | 色深度                          | 追加機能 |
| ------- | -------------- | --- | -------------------------------------------------------------------------------------------- | ------------------------------- | --- |
| 1.0     | 2002年12月09日 | 165 MHz / 4.95 Gbps / 3.96 Gbps | - SMPTE 170M - BT.601 - BT.709                                                               | 24bit                           | 1080pに対応 |
| 1.1     | 2004年05月20日 | 165 MHz / 4.95 Gbps / 3.96 Gbps | - SMPTE 170M - BT.601 - BT.709                                                               | 24bit                           | - ドルビーデジタル・DTS音声伝送に対応 - DVD Audioに対応 |
| 1.2     | 2005年08月08日 | 165 MHz / 4.95 Gbps / 3.96 Gbps | - SMPTE 170M - BT.601 - BT.709                                                               | 24bit                           | - Super Audio CDのDSDビットストリームに対応 - PCディスプレイへの出力をサポート |
| 1.2a    | 2005年12月14日 | 165 MHz / 4.95 Gbps / 3.96 Gbps | - SMPTE 170M - BT.601 - BT.709                                                               | 24bit                           | - 機器間の制御機能を追加 (CEC（制御信号によるコントロール） |
| 1.3     | 2006年06月22日 | 340 MHz / 10.2 Gbps / 8.16 Gbps | - SMPTE 170M - BT.601 - BT.709 - sRGB - xvYCC                                                | - 24bit - 30bit - 36bit - 48bit | - 1440pへの対応 - Deep Colorに対応（オプション） - xvYCCに対応（オプション） - ドルビーTrueHDに対応 - DTS-HDマスターオーディオに対応 - LipSyncに対応（各機器のディレイタイムの調節） - Mini HDMIを定義                                                                               |
| 1.3a    | 2006年11月10日 | 340 MHz / 10.2 Gbps / 8.16 Gbps | - SMPTE 170M - BT.601 - BT.709 - sRGB - xvYCC                                                | - 24bit - 30bit - 36bit - 48bit | 機器間の制御機能を追加 |
| 1.4     | 2009年05月28日 | 340 MHz / 10.2 Gbps / 8.16 Gbps | - SMPTE 170M - BT.601 - BT.709 - sRGB - xvYCC - sYCC601 - Adobe RGB - AdobeYCC601            | - 24bit - 30bit - 36bit - 48bit | - HDMI Ethernetチャンネル (HDMI HEC) を追加 - オーディオリターンチャンネル (ARC) に対応 - 3840×2160 (30p)、4096×2160 (24p) 解像度に対応 - sYCC601に対応 - Adobe RGBに対応 - AdobeYCC601に対応 - 3D映像に対応(Blu-ray 3Dの伝送に必要) - Micro HDMIを定義 - 自動車用接続システムを定義 |
| 1.4a    | 2010年03月04日 | 340 MHz / 10.2 Gbps / 8.16 Gbps | - SMPTE 170M - BT.601 - BT.709 - sRGB - xvYCC - sYCC601 - Adobe RGB - AdobeYCC601            | - 24bit - 30bit - 36bit - 48bit | 3Dフォーマットにトップアンドボトム方式を追加 |
| 2.0     | 2013年09月04日 | LEVEL A 600 MHz / 18 Gbps / 14.4 Gbps | - SMPTE 170M - BT.601 - BT.709 - sRGB - xvYCC - sYCC601 - Adobe RGB - AdobeYCC601 - Rec.2020 | - 24bit - 30bit - 36bit - 48bit | - 2160p解像度 60Hzに対応 - アスペクト比21:9のフォーマットをサポート - 1,536 kHzのオーディオサンプル周波数 - 32オーディオチャンネル（4ストリームに分岐することを想定） - ダイナミック自動リップシンク - CECを拡張 - 1440pまでの120Hz出力に対応 - AMD製技術のFreeSyncに対応            |
| 2.0a    | 2015年04月08日 | LEVEL A 600 MHz / 18 Gbps / 14.4 Gbps | - SMPTE 170M - BT.601 - BT.709 - sRGB - xvYCC - sYCC601 - Adobe RGB - AdobeYCC601 - Rec.2020 | - 24bit - 30bit - 36bit - 48bit | 静的HDR (High Dynamic Range) フォーマットの伝送に対応 |
| 2.0b    | 2016年03月05日 | LEVEL A 600 MHz / 18 Gbps / 14.4 Gbps | - SMPTE 170M - BT.601 - BT.709 - sRGB - xvYCC - sYCC601 - Adobe RGB - AdobeYCC601 - Rec.2020 | - 24bit - 30bit - 36bit - 48bit | - HLG (Hybrid Log Gamma) フォーマットの伝送に対応 - HDR10に対応 - ドルビービジョンおよびドルビービジョンIQに対応 |
| 2.1     | 2017年11月28日 | - FRLモード - 3 Gbps x 3 lane / 9 Gbps / 8.0 Gbps - 6 Gbps x 3 lane / 18 Gbps / 16.0 Gbps - 6 Gbps x 4 lane / 24 Gbps / 21.3 Gbps - 8 Gbps x 4 lane / 32 Gbps / 28.4 Gbps - 10 Gbps x 4 lane / 40 Gbps / 35.6 Gbps - 12 Gbps x 4 lane / 48 Gbps / 42.6 Gbps | - SMPTE 170M - BT.601 - BT.709 - sRGB - xvYCC - sYCC601 - Adobe RGB - AdobeYCC601 - Rec.2020 | - 24bit - 30bit - 36bit - 48bit | - 4320p (8K) 解像度 60Hzに対応 - DSC1.2（3倍圧縮） - FRL (Fixed Rate Link) 伝送方式 - 動的HDRフォーマットの伝送に対応 - 可変リフレッシュレート (VRR) に対応 - Auto Low Latency Mode(ALLM)に対応 - 拡張ARC(eARC)に対応 - HDR10+に対応 - 4K120Hzに対応                                 |
| 2.2     | 2025年1月6日   | | - SMPTE 170M - BT.601 - BT.709 - sRGB - xvYCC - sYCC601 - Adobe RGB - AdobeYCC601 - Rec.2020 | - 24bit - 30bit - 36bit - 48bit | - Latency Indication Protocol(ドルビー規格)の搭載 - 4K480Hzに対応 - 8K240Hzに対応 - 12K120Hzに対応 - 16Kに対応 |

- なおHDMIケーブルにも1.4対応などバージョン表記されることがあるが、HDMIケーブルでは1.2a以前と1.3以降の伝送速度向上以外のハードウェア的な変更はなく、HDMI 1.1と表記されて売っているものでもHDMI 1.4信号を通せる製品がほとんどである。ただし、質の悪いコネクタ実装や5 m以上のケーブル長で、HDCPの問題で突然画面がブラックアウトするなどの不具合が顕在化する可能性がある。また、HDMI 1.4で規定されたHDMI Ethernetチャンネル (HDMI HEC) にて、HDMI 1.3aまでではReservedだった信号ピンが使用されているため、HDMI Ethernetチャンネル機能を利用する場合は「イーサネット対応」と表示されているケーブルを使用する必要がある。
- HDMIのバージョンは厳密に言うと、HDMI Specification（HDMI規格のバージョン）とHDMI Compliance Test Specification（HDMIデバイスのテストバージョン）の2つが存在する。上の表は前者であり、HDMIライセンシング社が正式発表したもので大手メーカーが製品を紹介する時に公表するバージョンそのものである。一方、後者はメーカーがHDMIのライセンスを受けるにあたり、ATC (Authorized Test Center) と呼ばれる組織でコンプライアンス・テストを受けるときのバージョンである[28]。
- HDMIの規格は所要のHDMIケーブル長を規定しておらず、「ケーブルの種類やブースターを設ける事によって遠距離まで接続可能だろう」としている。HDMIのウェブページでは「HDMI over Cat 5/6」カテゴリー5ケーブルまたはカテゴリー6ケーブルでは50 m、同軸ケーブルを利用する「HDMI over coax」では300フィート、光ファイバーを利用する「HDMI over Fiber」では100 m以上とそれぞれ可能と推測される長さを論じている[29]。通常のケーブルを使用する場合、解像度により異なるが5mを超えると影響があるとされ[30]、一般向け消費者でもホームシアターで天井に設置したプロジェクターへ配線する際に問題が生じやすい[9]。このため映像調整用イコライザを内蔵したケーブルが販売されている[14]。また光信号に変換する「HDMI over Fiber」による長尺ケーブルも販売されているが[30]、安定した動作には給電を必要とすることや、機器との相性問題や接続方向の制限が存在する[14][9]。

## 解像度・リフレッシュレート
| 総称  | 解像度       | リフレッシュレート (Hz) | 転送データレート (Gbps) | バージョン/最大データレート/8bit (CVT-R2) | バージョン/最大データレート/8bit (CVT-R2) | バージョン/最大データレート/8bit (CVT-R2) | バージョン/最大データレート/8bit (CVT-R2) |
| 総称  | 解像度       | リフレッシュレート (Hz) | 転送データレート (Gbps) | 1.0 - 1.2a                                | 1.3 - 1.4b                                | 2.0 - 2.0b                                | 2.1                                       |
| 総称  | 解像度       | リフレッシュレート (Hz) | 転送データレート (Gbps) | 3.96 Gbps                                 | 8.16 Gbps                                 | 14.4 Gbps                                 | 42.6 Gbps (127.8 Gbps)                    |
| ----- | ------------ | ----------------------- | ----------------------- | ----------------------------------------- | ----------------------------------------- | ----------------------------------------- | ----------------------------------------- |
| 1080p | 1920 × 1080  | 30                      | 0.72                    | Yes                                       | Yes                                       | Yes                                       | Yes                                       |
| 1080p | 1920 × 1080  | 60                      | 3.20                    | Yes                                       | Yes                                       | Yes                                       | Yes                                       |
| 1080p | 1920 × 1080  | 120                     | 6.59                    | No                                        | Yes                                       | Yes                                       | Yes                                       |
| 1080p | 1920 × 1080  | 240                     | 14.00                   | No                                        | 4:2:0                                     | Yes                                       | Yes                                       |
| 1440p | 2560 × 1440  | 30                      | 2.78                    | Yes                                       | Yes                                       | Yes                                       | Yes                                       |
| 1440p | 2560 × 1440  | 60                      | 5.63                    | No                                        | Yes                                       | Yes                                       | Yes                                       |
| 1440p | 2560 × 1440  | 120                     | 11.59                   | No                                        | 4:2:0                                     | Yes                                       | Yes                                       |
| 1440p | 2560 × 1440  | 240                     | 24.62                   | No                                        | No                                        | 4:2:0                                     | Yes                                       |
| 4K    | 3840 × 2160  | 30                      | 6.18                    | No                                        | Yes                                       | Yes                                       | Yes                                       |
| 4K    | 3840 × 2160  | 60                      | 12.54                   | No                                        | 4:2:0                                     | Yes                                       | Yes                                       |
| 4K    | 3840 × 2160  | 120                     | 25.82                   | No                                        | No                                        | 4:2:0                                     | Yes                                       |
| 4K    | 3840 × 2160  | 240                     | 54.84                   | No                                        | No                                        | No                                        | DSC                                       |
| 5K    | 5120 × 2880  | 30                      | 10.94                   | No                                        | 4:2:2                                     | Yes                                       | Yes                                       |
| 5K    | 5120 × 2880  | 60                      | 22.18                   | No                                        | No                                        | 4:2:0                                     | Yes                                       |
| 5K    | 5120 × 2880  | 120                     | 45.66                   | No                                        | No                                        | No                                        | DSC                                       |
| 8K    | 7680 × 4320  | 30                      | 24.48                   | No                                        | No                                        | 4:2:0                                     | Yes                                       |
| 8K    | 7680 × 4320  | 60                      | 49.65                   | No                                        | No                                        | No                                        | DSC                                       |
| 8K    | 7680 × 4320  | 120                     | 102.20                  | No                                        | No                                        | No                                        | DSC                                       |
| 10K   | 10240 × 5760 | 30                      | 43.40                   | No                                        | No                                        | No                                        | DSC                                       |
| 10K   | 10240 × 5760 | 60                      | 88.04                   | No                                        | No                                        | No                                        | DSC                                       |
| 10K   | 10240 × 5760 | 120                     | 181.21                  | No                                        | No                                        | No                                        | No                                        |

1. ↑  RGB 又は YCbCr 4:4:4 使用時
2. 1 2 3 4 5 6 7 8  YCbCr 4:2:2 又は 4:2:0 使用時
3. 1 2 3 4 5 6  ディスプレイストリーム圧縮 使用時

## 普及

### AV機器への搭載
薄型テレビでは2004年6月に発売されたパナソニック・VIERA PX300シリーズが国内向けモデルとしては初めてHDMI端子を搭載。その後同年秋のソニー・WEGA HVXシリーズの一部及びQUALIA 005を皮切りに翌2005年には各社の上位機種を中心に搭載された。2006年には前年末のHDMI 1.2aの登場とともにHDMIに連動操作機能を加えた「HDMIリンク」（パナソニックの「ビエラリンク」を皮切りに）が登場。ケーブル1本のみで高画質・高音質のAV信号無劣化伝送が可能で、かつテレビ受像機のリモコンで接続した録画機の連動操作も可能となり接続・操作の大幅簡略化が実現した。これによりHDMIは普及機種にまで搭載が広がったほか、従来のAV接続およびIrシステムから録画・再生の地位を奪取し、2000年代後半以降製造の機種は従来のAV入出力端子数を減らしている（S2/S1入出力端子・モニター出力端子・Irシステム端子廃止。ビデオ入力端子数削減など）。
DVDレコーダー・BDレコーダー等の録画機器も、2004年末頃から一部メーカーのアナログ放送のみ対応の上位機種（ソニー・RDR-HX90/HX100やパイオニア・DVR-920H-Sなど）を皮切りに搭載が始まった。翌2005年以降は2006年までに発売された一部最下位モデル除きデジタル放送対応の大半の機種に出力端子が装備され、さらに上位機種では出力を2系統装備して映像と音声の分離出力が可能なモデルも登場し、さらなる高画質・高音質が楽しめるようになった。
次世代薄型テレビや次世代大容量光ディスク機器の製品化により、国内市場としても2006年をHD元年として大手メーカーが採用し、家電量販店の広告でも「HDMI端子搭載」の文字が躍るようになった。同年にソニーより発売されたPlayStation 3にも映像出力端子として搭載された。
搭載が一般的となった2007年以降では、専ら対応するオプションと搭載される端子数が差別化要素となっている。またアメリカでは法律によりHDCP非搭載の製品が販売できなくなったことから、Xbox360もHDMIを搭載した新型モデルに強制的に置き換えられ、HDMI端子の搭載と接続が急速に普及した。
2010年モデル以降の機種からは、AVアンプ（ホームシアター）とHDMI接続した際、HDMIケーブルをアンプ側に2本接続する中継方式を経由しない場合において、これまでの光デジタルケーブル接続が不要となりHDMIケーブル1本のみで迫力サウンドが楽しめる「ARC（オーディオリターンチャンネル）」も登場している。ただし、これにより2011年以降発売の一部普及モデルはHDMI端子がARC非対応でかつ光デジタル出力端子も非搭載なのでAVアンプとの組み合わせが不可能なモデルも登場した。さらに2009年（平成21年）以前のモデルと組み合わせる場合は従来通り光デジタルケーブル接続が必要である。
2014年以降製造の機種は上位機に「4K」対応モデルが登場。ただし、ホームシアターシステムと組み合わせる場合はシアターが4Kパススルー対応モデルか否かで接続方法が異なる。4Kパススルー対応シアターの場合は従来通り「BDレコーダーとTVの間にシアターを挟む」形による接続が可能である。逆に4Kパススルー非対応のシアターと組み合わせる場合、4K対応BDレコーダーはシアターを介さずTVへ直接繋ぎ、4K非対応シアターは別系統で独立接続する。2010年以降に発売された「3D映像録再対応BDレコーダー及びTV」を3D映像パススルー非対応のホームシアターと組み合わせるには、4K非対応シアターと組み合わせる場合と同様の接続方法となる。

#### アナログ端子の出力制限&アナログAV出力端子全廃
2011年1月1日以降製造のBD機器からは（著作権保護のため）コンポーネント端子、D端子等におけるハイビジョン映像のアナログ伝送がD2以下（SD画質）に制限され、D3以上での高画質アナログ伝送が禁止となる「新AACS規定」施行に伴い薄型テレビではD入力端子を廃止する機種が登場。BDレコーダーやBDプレーヤーも、2010年11月発売のパナソニック「DMR-BF200」、2010年12月発売のシャープ「BD-AV70」、2011年2月発売のパナソニック「DMR-BR30」「DMP-BDT110」、2011年4月発売のシャープ「BD-HDW73/75/80」など普及モデルを中心に（D出力端子を廃止して）コンポジット映像とHDMI出力のみを搭載する機種が出始め、2011年7月発売のシャープ「BD-H30/H50/D1」は業界で初めてHDMI出力専用となりコンポジット映像出力およびアナログ音声出力を搭載しない機種となった。その後、2012年10月以降発売のソニー製BDレコーダー全機種、2013年2月以降発売のパナソニック製BDレコーダー全機種、2013年以降発売のソニー/パナソニック/パイオニア製BDプレーヤー全機種も同様にHDMI出力専用となっている。ただし、このような場合も一部の下位機種を除きビデオデッキや旧型のビデオカメラなどの接続が可能なようにコンポジット映像入力およびアナログ音声入力は搭載している場合が多い。
2014年1月1日以降製造のモデルはAACS規定が現行よりさらに厳しくなり、ハイビジョン画質・SD画質問わず全ての従来型（D・S・コンポジット各）端子によるアナログ伝送が全面禁止となる。ただし、アナログ入力されたSD画質のコンテンツを録画し、それをSD画質でアナログ出力することを禁じるものではないため、2014年4月現在もシャープ及び東芝製のBDレコーダーなどの一部の機種には、再生可能なすべてのコンテンツをアナログ出力できるわけではない使用制限付きで、コンポジット出力が継続して搭載されている。ただし録画・再生は、接続・操作が簡単でAV信号の劣化がないHDMI接続主体に完全移行しているため、今後発売される薄型テレビおよびBD/DVDレコーダー、BD/DVDプレーヤー、AVアンプ、ゲーム機などのAV機器は、D端子と従来型AV入出力端子を撤去してHDMI端子のみ搭載となる可能性が高い。国内大手メーカーではソニーがBD業界トップを切って2012年10月以降発売の「BDZ」シリーズ全機種を対象に、次いでパナソニックが2013年2月以降発売の「DIGA&据置型BDプレーヤー」全機種を対象に「アナログAV出力端子の全廃」にそれぞれ踏み切っており、TV受像機とはHDMIケーブルでしか繋げず、従来型アナログTV受像機に外付デジタルチューナーとして使用する事は出来ない。またBDレコーダーのうちシングルチューナー普及モデルはアナログAV入力端子も非搭載なので、ビデオデッキなど従来型アナログ再生機器からのダビングも不可である。

#### 経過措置など
AACS LAが策定を進めている次世代大容量光ディスク機器などを想定した著作権保護規格「AACS」ではHDMI上を流れる信号として暗号化されたデジタル信号のみを認める方向で検討され、D端子をはじめとするアナログ出力は可能だが、HD画質での出力は認めず、強制的にSDにダウンコンバートされるよう制限される見通しだった。しかしHDMI非搭載の薄型テレビ等が既に一部で普及しており消費者や家電メーカーから反対意見が強く、結局は2005年12月に実質的にアナログ出力を全面許可する決定がなされた。ただしアナログ出力を制限する機能自体は残され、2011年に再検討が予定された。
AACSのAACS Final Adopter Agreementで2013年12月31日以降の製造機種ではアナログ出力自体が禁止されることが決まった。このため、2014年以降にHDMI端子非搭載の旧型のテレビなどに最新式のデジタルAV機器などを接続して市販BDMVタイトルなどを視聴する場合、HDMIを従来のアナログ信号に変換する市販のコンバーターが必要になる。この問題が公になってから、一部の消費者は薄型テレビを購入する際にHDMI端子の有無を重視するようになった。
なお、自分たちで企画、撮影、編集などを手掛けたオリジナルのBDMVタイトルなど、アナログ出力の規制の対象とならないコンテンツの場合には、2013年12月31日以降の製造機種でも引き続きS端子やD端子などのアナログ出力からの再生や他機へのダビングが可能だという。
また、当初はHDMIを使用するためのライセンス料（ロイヤリティ）が非常に高額なことも普及を遅らせる要因となっていた。HDMIのライセンス料が発生するため中小メーカーや小ロット製品には採用のハードルが高く、既にライセンスを受けている大手メーカーでも低価格機や低コストが重視されるPC向け製品には搭載されにくかった。しかし2008年頃から、大手電機メーカーを中心にDVDレコーダー、デジタルチューナー、テレビなどの製品にHDMI端子を積極的に搭載するようになり、ノートパソコンや液晶ディスプレイ、ビデオカードなどのPC向けデバイスにも搭載製品が多く見られるようになった。

### パソコンへの搭載
デジタル家電よりも遅れて2008年頃からパーソナルコンピュータでも普及が進んだ。高級機種だけでなく低価格機種の一部にもビデオカードやグラフィック統合マザーボードやノートパソコンに出力端子が、液晶ディスプレイに入力端子が搭載されることが増えた。従来ノートパソコンやビデオカードに搭載されていたRCA端子（コンポジット映像信号）やS端子に代わるテレビ出力用端子という側面もある。
出力側では映像信号と音声信号を合成して同時出力できる場合がある。ビデオカードの場合、初期の製品ではカード上にS/PDIF入力端子を設けてサウンドカードやマザーボードのオンボードサウンドからケーブルを繋いでデジタル音声信号を入力して合成していたが、その後はビデオカード側にHDMI接続やDisplayPort接続用のサウンドカード機能を内蔵するのが一般的になっている。
2013年9月4日、次世代規格2.0で2160pで60 fpsの転送モードが策定された。

### ケーブル
2019年現在、接続ケーブルは両端がHDMI端子プラグで長さ20 mまでは市販されている。ただし8 m以上のHDMIケーブルは雑音低減のためのジッターがプラグ部に追加されているので、プラグ部が通常タイプ（7 m以下のケーブル）より大きい。このため、背面端子カバー付き薄型テレビに8 m以上のケーブルを繋ぐ場合は、プラグに阻まれてカバーが閉まらなくなるのを防ぐためカバーを外す必要がある。さらに専用金具を用いての壁掛け設置時には金具と後面端子部の空間が狭くなるので、プラグの大きい8 m以上の長さのケーブルは本体角度調整に支障を来すと同時に、壁に当たってプラグを痛めたりケーブルを断線させる恐れがあるため、後面端子に繋げるHDMIケーブルは7 m以下の長さのものに限られ、8 m以上の長さのものは使えない。また近年ではケーブル全体をフレキシブルに曲げられ形状を変えられるものや先端部を柔軟に曲げられるものが発売されている。

## 年会費とロイヤリティ
HDMI規格を採用するためには、年会費およびロイヤリティ（使用料）を支払う必要がある。HDMIはそれ自体がHDMI Licensing, LLCの登録商標（日本の商標登録番号はそれぞれ第4768872号、第2664032号ほか1件）である。
- 年会費：参加企業は年間販売台数が1万台以上の企業は年間1万米ドル、年間販売台数が1万台未満の企業は年間5000米ドル（なお、2006年7月以前は年間1万5000米ドルだった[38]）
- ロイヤリティ：一製品あたり0.15米ドル
  - HDMIロゴ表示により0.05米ドルに値下げ
  - HDCPに対応させた場合は、さらに0.04米ドルに値下げ

製品に課されるロイヤリティは部品単位ではなく、最終製品に対して課金される。例えば液晶テレビを製品として売る場合、同梱のケーブルメーカーやHDMIのICメーカーはロイヤリティを支払う必要はなく最終製品を売る液晶テレビのメーカーがロイヤリティを支払うことになる。ケーブル単体を最終製品として売る場合は、ケーブルを売るメーカーがロイヤリティを支払う。
2007年10月17日にロゴ使用に関して新しいガイドラインが発表された。HDMI 1.3では広色域規格「x.v.Color」や8bit超の色情報を扱える「Deep Color」などが定められているが、これはオプション仕様でありバージョン番号だけでは対応の有無が判別できない。他にも同機能でメーカーごとに呼称が違っている問題も発生していた。そこで、バージョン表記だけでなく対応機能も記する事となりオプション機能の名称も統一された。さらに各オプション機能を表記する時の技術要件も規定された。ケーブルについては「カテゴリ1」は「Standard」と定義、「カテゴリ2」は「High Speed」と定義し製品にラベルを付けて識別可能とする事になった。

## ワイヤレスHDMI
無線電波を使い、HDMI相当の映像・音声を送信する。著作権保護にも対応。多くの製品はHDMI入力もしくは出力、または両方を持ち、ワイヤレスHDMIと呼ばれるが、有線のHDMI規格と直接の関係はなく、HDMIを経由せずシンク機器からソース機器まで直接伝送させることも可能。一般的に10 m程度電波が届く。Wi-Fiを利用しない方の技術は無圧縮かつほぼ無遅延である。
- WHDI (Wireless Home Digital Interface)[40] - 5 GHzの周波数帯域、3 Gbps、遅延は1 ms以下。AMIMONが開発
- WirelessHD (Wireless High Definition, WiHD)[41] - 60 GHzの周波数帯域、4 Gbps、遅延は1ms以下。WirelessHDコンソーシアムが策定
- Wi-Fi（IEEE 802.11a/nなど）を利用した類似技術。H.264などで動画圧縮して転送しているため、伝送過程で画質の劣化が発生する。また、圧縮側の機器によって様々であるが、機器によっては動画圧縮の遅延が大きめで発生する場合もある。
  - Miracast[42] - Wi-Fi Allianceが策定。GoogleはAndroid 4.2以降で標準対応している[43]。
    - Intel WiDi (Wireless Display Technology) - バージョン3.5以降はMiracastにも対応

  - Apple AirPlay
  - WiVu - CaviumNetworksが開発